# Cirsium aytachii
Cirsium aytachii là một loài thực vật có hoa trong họ Cúc. Loài này được H.Duman & R.R.Mill mô tả khoa học đầu tiên năm 2001.